# Komora lęgowa

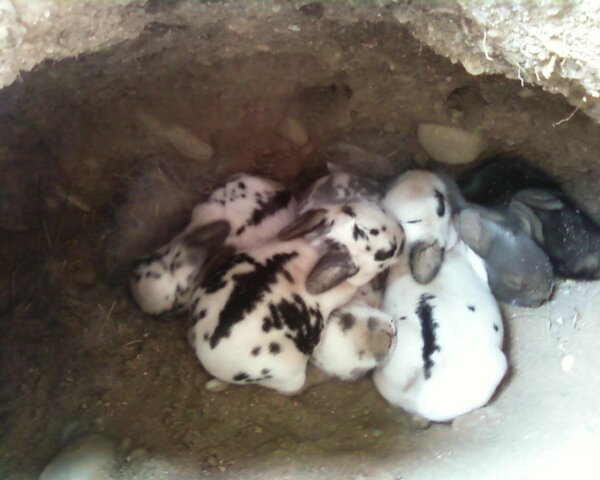
Wnętrze króliczej komory lęgowej

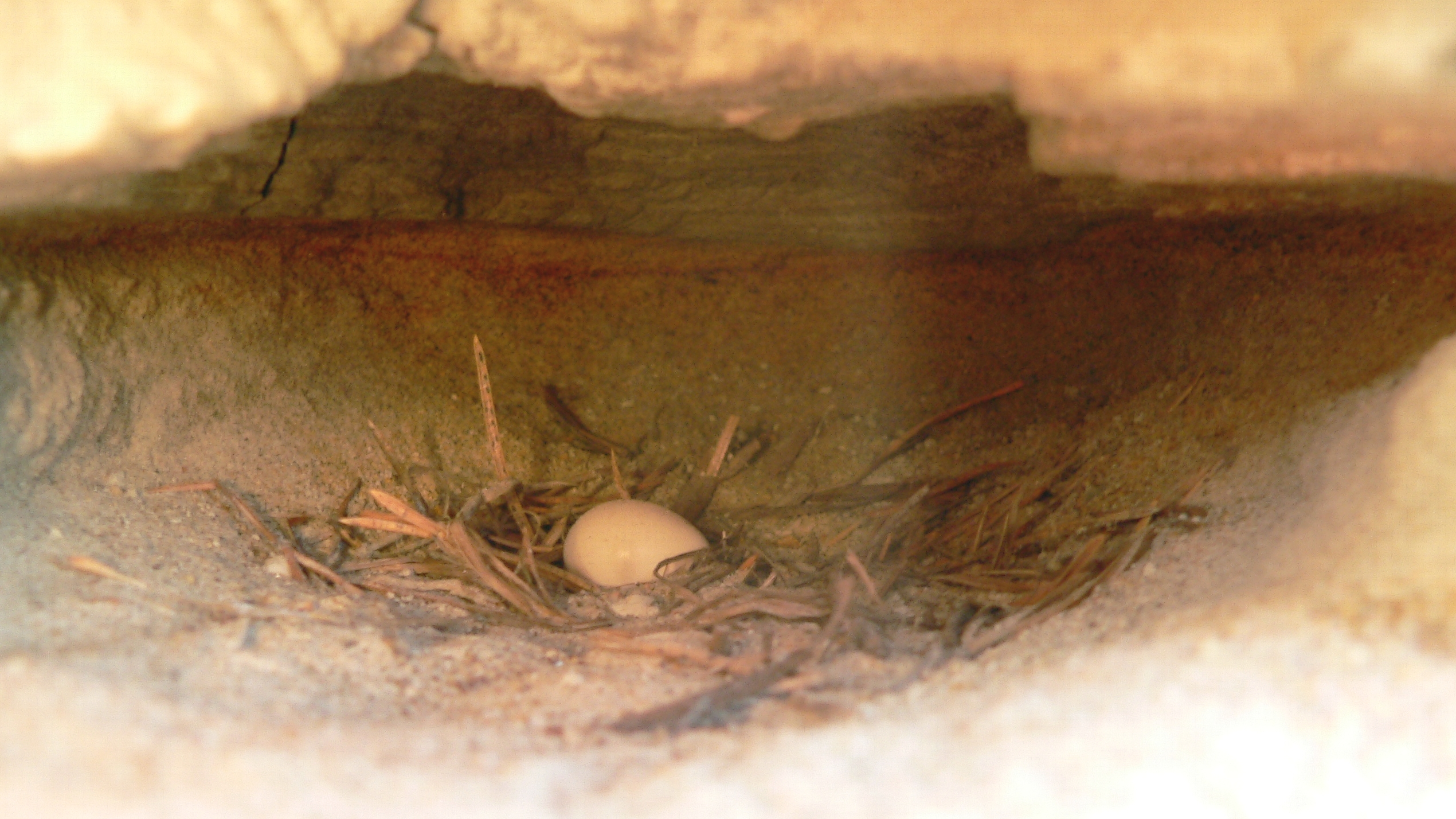
Komora lęgowa z gniazdem ulokowanym na końcu piaszczystego tunelu (brzegówka)

Komora lęgowa – zamknięta przestrzeń, w której dochodzi do lęgu.
Wiele zwierząt wyprowadzających lęgi w norach przygotowuje specjalne komory lęgowe, np. lisy, borsuki, jenoty czy bobry. Komory lęgowe przygotowują też ptaki gniazdujące w ziemi, chrząszcze czy błonkoskrzydłe.
W ornitologii komorą lęgową nazywane jest owalne sklepione zagłębienie w uwikłanym ptasim gnieździe, np. u abisyniaka.
W chelonologii komorą lęgową nazywana jest też jama, do której składa jaja samica żółwia.
W zootechnice komorą lęgową nazywane jest specjalne pomieszczenie z szufladami do układania jaj do wylęgu.
W karcynologii i entomologii komorą lęgową nazywa się też marsupium bezkręgowców, np. czerwców czy pancerzowców.